# This Is It (迈克尔·杰克逊演唱会)
《This Is It》是迈克尔·杰克逊一場未能實現，卻全部50場演唱會門票完全售罄的「謝幕」演唱會，本來定於2009年7月13日於倫敦O2體育館展開。一百萬張門票在四小時半內一掃而空,再次打破了史上銷售速度最快演唱會門票紀錄。亦是杰克逊自1995年至1997年後最大型的演唱會，被視為全年最重要的音樂節目。每場最多有23,000名觀眾，所以估計今次演唱會人次會超過一百萬。主辦單位首長蘭迪菲臘斯估計頭10場演唱會就能有超過五千萬英鎊的利潤。
在開場前三星期，杰克逊因急性心臟病身故，以致演唱會流產，主辦單位AEG Live被認為虧蝕3億英鎊之多。
以这次演唱会命名的杰克逊的遗作单曲“This Is It”、精選专辑“This Is It”以及音乐电影《迈克尔·杰克逊：就是这样》于2009年10月在全球发行或公映。

## 爭議
在傑克森逝世後，他的父親乔·傑克森（Joe Jackson）對ABC新聞表示，傑克森最初只答應舉行10場個人演唱會，但主辦單位AEG Live最後將場次加至50場。乔·傑克森表示很擔心麥可的身體狀況，因為從未有藝人能連開50場，且他知道麥可不能隔幾天就開一場演唱會(基於舞蹈劇烈及現場真唱需消耗大量體力，以及年齡已是中年等)。演唱會主辦單位AEG Live總裁兼首席執行官Randy Phillips承認，最初確實沒有安排這麼多場，但因歌迷反應熱烈，經商議後麥可亦有意打破個人演唱會紀錄，最後他自願加到50場，但這種說法遭到歌迷及傑克森親友踐踏，因傑克森生前曾與幾位歌迷說過只辦10場，但不知何故主辦單位單獨增至50場，亦和親友說過自己根本不可能完成那麼多演唱會。

## 表演曲目
以下是根據官方圖片及影片得出演唱會表演曲目表(未經官方證實)
1. Light Man  (序幕)
2. Wanna Be Starin'Somethin
3. Jam
4. Drill  (插曲)
5. They Don't Care About Us
6. Human Nature
7. Stranger In Moscow
8. Smooth Criminal
9. The Way You Make Me Feel / You Rock My World
10. Jackson 5
  1. I Want you Back
  2. The Love You Save
  3. I'll Be There
  4. Shake Your Body
11. Rock With You & Don't Stop Till You Get Enough
12. I Just Can't Stop Loving You
13. Dangerous
14. Dirty Diana
15. Beat It
16. Thriller
17. Earth Song
18. We Are The World
19. Heal The World
20. You Are Not Alone
21. Billie Jean
22. Will You Be There
23. Man In The Mirror
24. MJ Air  (結尾)

## 原定日期
迈克尔·杰克逊於6月25日逝世，是原定首場演唱會的前十八日。故此主辦單位AEG Live官方宣佈取消本演唱會，已購票者可選擇退票或保留由杰克逊親自設計的門票。
原定时间表（原定所有均在伦敦O2體育館举行）：

| 2009年7月 |
| --------- |
| 7月13日   |
| 7月16日   |
| 7月18日   |
| 7月22日   |
| 7月24日   |
| 7月26日   |
| 7月28日   |
| 7月30日   |

| 2009年8月 |
| --------- |
| 8月1日    |
| 8月3日    |
| 8月10日   |
| 8月12日   |
| 8月17日   |
| 8月19日   |
| 8月24日   |
| 8月26日   |
| 8月28日   |
| 8月30日   |

| 2009年9月 |
| --------- |
| 9月1日    |
| 9月3日    |
| 9月6日    |
| 9月8日    |
| 9月10日   |
| 9月21日   |
| 9月23日   |
| 9月27日   |
| 9月29日   |

| 2010年1月 |
| --------- |
| 1月7日    |
| 1月9日    |
| 1月12日   |
| 1月14日   |
| 1月16日   |
| 1月18日   |
| 1月23日   |
| 1月25日   |
| 1月27日   |
| 1月29日   |

| 2010年2月 |
| --------- |
| 2月1日    |
| 2月3日    |
| 2月8日    |
| 2月10日   |
| 2月12日   |
| 2月16日   |
| 2月18日   |
| 2月20日   |
| 2月22日   |
| 2月24日   |

| 2010年3月 |
| --------- |
| 3月1日    |
| 3月3日    |
| 3月6日    |

## 人事
- 總監：迈克尔·杰克逊、肯尼·奥尔特加
- 音樂監制：米高拜亞頓
- 舞蹈指導：達維斯派尼
- 助理舞蹈指導：史迪西獲加, 東尼泰斯達
- MJ的跳舞教練：大衛艾斯韋亞 [4]
- 其他出品人：阿里夫辛奇
- 出品設計師：米高葛頓、米高居里
- 燈光設計：柏德力禾杜菲
- 卡士監制：格力史密夫
- 宣傳：AEG Live

## 外部連結
- This Is It 官網（页面存档备份，存于）